# Suriname International 2009
Die Suriname International 2009 im Badminton fanden vom 20. bis zum 22. November 2009 in Paramaribo statt.

## Sieger und Platzierte
| Disziplin    | Gold                                       | Silber                                | Bronze                              |
| ------------ | ------------------------------------------ | ------------------------------------- | ----------------------------------- |
| Herreneinzel | Virgil Soeroredjo                          | Daniel Paiola                         | Mitchel Wongsodikromo               |
| Herreneinzel | Virgil Soeroredjo                          | Daniel Paiola                         | Hugo Arthuso                        |
| Dameneinzel  | Danielle Melchiot                          | Crystal Leefmans                      | Priscille Tjitrodipo                |
| Dameneinzel  | Danielle Melchiot                          | Crystal Leefmans                      | Quennie Pawirosemito                |
| Herrendoppel | Virgil Soeroredjo Mitchel Wongsodikromo    | Oscar Brandon Rahul Rampersad         | Hugo Arthuso Daniel Paiola          |
| Herrendoppel | Virgil Soeroredjo Mitchel Wongsodikromo    | Oscar Brandon Rahul Rampersad         | Jair Liew Alroy Toney               |
| Damendoppel  | Danielle Melchiot Priscille Tjitrodipo     | Crystal Leefmans Quennie Pawirosemito | Glynis Darmohoetomo Sharon Louis    |
| Damendoppel  | Danielle Melchiot Priscille Tjitrodipo     | Crystal Leefmans Quennie Pawirosemito | Rugshaar Ishaak Olivia Wijntuin     |
| Mixed        | Mitchel Wongsodikromo Priscille Tjitrodipo | Irfan Djabar Quennie Pawirosemito     | Oscar Brandon Danielle Melchiot     |
| Mixed        | Mitchel Wongsodikromo Priscille Tjitrodipo | Irfan Djabar Quennie Pawirosemito     | Dylan Darmohoetomo Crystal Leefmans |

## Finalergebnisse
| Disziplin    | Sieger                                    | Finalist                              | Ergebnis            |
| ------------ | ----------------------------------------- | ------------------------------------- | ------------------- |
| Herreneinzel | Virgil Soeroredjo                         | Daniel Paiola                         | 21:19, 21:13        |
| Dameneinzel  | Danielle Melchiot                         | Crystal Leefmans                      | 21:14, 18:21, 21:14 |
| Herrendoppel | Mitchel Wongsodikromo Virgil Soeroredjo   | Oscar Brandon Raul Rampersad          | 21:15, 21:16        |
| Damendoppel  | Danielle Melchiot Priscille Tjitrodipo    | Crystal Leefmans Quennie Pawirosemito | 19:15, Aufgabe      |
| Mixed        | Mitchel Wongsodikromo Priscila Tjitrodipo | Irfan Djabar Quennie Pawirosentono    | 21:16, 21:15        |